# Лъжани
 Тази статия е за охридското село.  За прилепското вижте Лажани.  За леринското вижте Лъжени.
Лъжани или Лъжени (на македонска литературна норма: Ложани; на албански: Llozhani) е село в Северна Македония, в Община Струга.

## География
Селото е разположено в централната част на Стружкото поле на десния бряг на Черни Дрин.

## История
В XIX век Лъжани е село в Охридска каза на Османската империя. Църквата „Свети Власий“ е от 1893 година и е изписана. Според Васил Кънчов в 90-те години Лъжани има 30 къщи християи, като в къща обикновено живеят 10 - 15 души, а често и по 20 - 25. Според статистиката му („Македония. Етнография и статистика“) в 1900 година Лъжени има 300 жители българи християни.
На Етнографската карта на Битолския вилает на Картографския институт в София от 1901 година Лъжени е чисто българско село в Охридската каза на Битолския санджак с 29 къщи.
Цялото християнско население на селото е под върховенството на Българската екзархия. В 1884 година Екзархията издества от Портата правителствен ферман за построяване на църква в Лъжани. По данни на секретаря на екзархията Димитър Мишев („La Macédoine et sa Population Chrétienne“) в 1905 година в Лъжани има 240 българи екзархисти и в селото функционира българско училище.
Според преброяването от 2002 година селото има 778 жители, всички македонци.
На 15 юли 2006 година е осветен и поставен темелният камък на параклиса „Преполвение“ от митрополит Тимотей Дебърско-Кичевски.

## Личности
Родени в Лъжани
- Александър Климов (1881 – 1967), български революционер
- Георги Поповски, български свещеник и революционер, деец на ВМОРО, жив към 1918 година.[8] Цялото семейство Поповци са дейци на ВМОРО[9]
- Зубир Ферхад, арестуван преди април 1904 година, обвинен в кражба на „няколко глави от добитъка, който се разпръснал от Крушево и от околните села по време на Крушевските събития“, осъден на 6 месеца затвор от Първостепенния наказателен отдел, лежал в Битолския затвор, амнистиран с общата амнистия от 12 април 1904 година[10]
- Шабан Ахмед, арестуван преди април 1904 година, обвинен в кражба на „няколко глави от добитъка, който се разпръснал от Крушево и от околните села по време на Крушевските събития“, осъден на 6 месеца затвор от Първостепенния наказателен отдел, лежал в Битолския затвор, амнистиран с общата амнистия от 12 април 1904 година[10]